# Дейма
Де́йма (Дайме; устар. нем. Deime) — водоток в России, протекает по территории Гвардейского и Полесского районов Калининградской области. Длина — 37 км.
Основные притоки: левые — Славинка, правые — Осушинка, Полянка, Каменка, Ильичёвка, Полесский канал.

## Мосты
| Мост                              | Автомобильных полос | Железнодорожных полотен | Пролётов | Разводной      | Примечания |
| --------------------------------- | ------------------- | ----------------------- | -------- | -------------- | ---------- |
| Автомобильный мост в Гвардейске   | 2                   | -                       | 3        | Средний пролёт |            |
| Автомобильный мост на трассе А229 | 4                   | -                       | ?        | Нет            |            |
| Железнодорожный мост              | -                   | 1?                      | ?        | Да             |            |
| «Орлиный» мост в Полесске         | 2                   | -                       | 3        | Средний пролёт |            |

## Данные водного реестра
По данным государственного водного реестра России относится к Балтийскому бассейновому округу, водохозяйственный участок реки — реки бассейна Балтийского моря в Калининградской области без рек Неман и Преголя. Относится к речному бассейну реки Неман и рекам бассейна Балтийского моря (российская часть в Калининградской области).
Код объекта в государственном водном реестре — 01010000312004300009882.